# Шеронин, Евгений Николаевич
Евгений Николаевич Шеронин (10 февраля 1914, Санкт-Петербург — 14 сентября 1941) — советский боксёр легчайшей весовой категории, выступал за сборную страны в 1930-е годы. Чемпион СССР, заслуженный мастер спорта СССР (1940), награждён Орденом Красного Знамени.

## Биография
Родился 10 февраля 1914 года в Санкт-Петербурге в семье Николая Дмитриева Шеронина и его жены Параскевы Анатолиевны. Его отец, Николай Шеронин, был крестьянином села Уварова Уваровской волости Княгининского уезда Нижегородской губернии, работал бурлаком на Волге.
Детство провёл в Уварове. В 1923 году семья переехала в Нижний Новгород, где Евгений закончил общую школу и поступил в ФЗУ, при базе Автостроя. В Нижнем Новгороде он начинает регулярно заниматься различными видами спорта.
В 1934 году в розыгрыше личного первенства СССР в наилегчайшем весе занял третье место. В том же году он переезжает в Ленинград. Здесь он начинает тренировался под руководством заслуженного тренера Георгия Шевалдышева, представлял спортивное общество «Локомотив».
Первого серьёзного успеха добился в 1936 году, когда поучаствовал в знаменитой матчевой встрече «Москва — Ленинград» и победил титулованного московского боксёра Левона Темуряна.
В 1939 году получил всесоюзную известность, выиграв в легчайшем весе серебряную медаль первенства СССР. В следующем сезоне выглядел ещё лучше и добился титула чемпиона 28 июня 1940 года, за что был удостоен звания мастер спорта. В том же году присвоено звание заслуженного мастера спорта.
В составе отряда добровольцев-лыжников ГОЛИФКа участвовал в Финской кампании, был награжден Орденом Красной Звезды.
Одновременно с боксёрской карьерой обучался в Государственном институте физической культуры имени П. Ф. Лесгафта, в июне 1941 года получил диплом этого учебного заведения.
С началом Великой Отечественной войны записался добровольцем на фронт, состоял в партизанском отряде, командовал разведкой. Был убит в сентябре 1941 года во время патрулирования дороги Луга — Псков — Гдов. Как свидетельствуют очевидцы, спортсмены-лесгафтовцы вели тяжёлый бой с преследовавшими их превосходящими силами врага, Шеронину взрывом мины оторвало обе ноги, но, даже истекая кровью, боксёр продолжал командовать отрядом, пока упавшая рядом вторая мина не убила его. Похоронен на месте боя. Кенотаф установлен на Воинском мемориальном кладбище Ярославля, где похоронен его брат, подполковник Василий Николаевич Шеронин (1907—1965).